# Lścin
Lścin – wieś sołecka w Polsce położona w województwie świętokrzyskim, w powiecie jędrzejowskim, w gminie Jędrzejów.
W latach 1975–1998 miejscowość administracyjnie należała do województwa kieleckiego.

## Części wsi
| SIMC    | Nazwa   | Rodzaj  |
| ------- | ------- | ------- |
| 0240388 | Niebyła | kolonia |

## Historia
W wieku XIX Lścin wieś nad rzeką Jędrzejowką, w powiecie jędrzejowskim, gminie Raków, parafii Imielno. 
- 1827 było tu  10 domów 37 mieszkańców

W XV wieku dziedzicem był Mikołaj herbu Róża, posiadacz kilku przyległych wsi, jak Jemielno, Boryszowicze, Jasiona, Żórawie Błoto (Długosz L.B. t.II s.67).
 
Folwark Lścin z osadą młynarską Bociek (z wsiami; Lścin Jasionka, Niebyła i Mogiła) posiadał rozległość 702 mórg.
Tutaj odbywa się w r. 1551 ślub Stanisława Orzechowskiego, kanonika przemyskiego, godnego publicysty i agitatora, z Magdaleną Chełmską.
Dziedzicem Lścina był w tym czasie stryj panny Remigiusz Chełmski
- 1921 we wsi Lścin spisano 14 domów 101 mieszkańców. W folwarku 4 domy 58 mieszkańców[9].